# Cham ZG
| ZG ist das Kürzel für den Kanton Zug in der Schweiz. Es wird verwendet, um Verwechslungen mit anderen Einträgen des Namens Cham zu vermeiden. |

Cham [xaːm] ist eine politische Gemeinde des Kantons Zug in der Schweiz. Sie gehört zur Region Ennetsee.

## Geographie
Cham liegt am Nordufer des Zugersees beim Seeabfluss der Lorze in einer von flachen Gletschermoränen gestalteten Hügellandschaft östlich der Reussebene.
Neben dem Dorfzentrum liegen im Gemeindegebiet noch die Ortschaften und Weiler Lindencham, Friesencham, Rumentikon, Hagendorn, Bibersee, Niederwil, Oberwil, Hatwil, Islikon, Wannhäusern, Enikon und die Frauenklöster Frauenthal in Hagendorn und Heiligkreuz in Cham.
Die Nachbargemeinden Chams sind die Zuger Gemeinden Hünenberg ZG, Zug und Steinhausen ZG sowie Knonau und Maschwanden im Kanton Zürich. Cham ist Teil der Wirtschaftsregion ZugWest.

## Geschichte

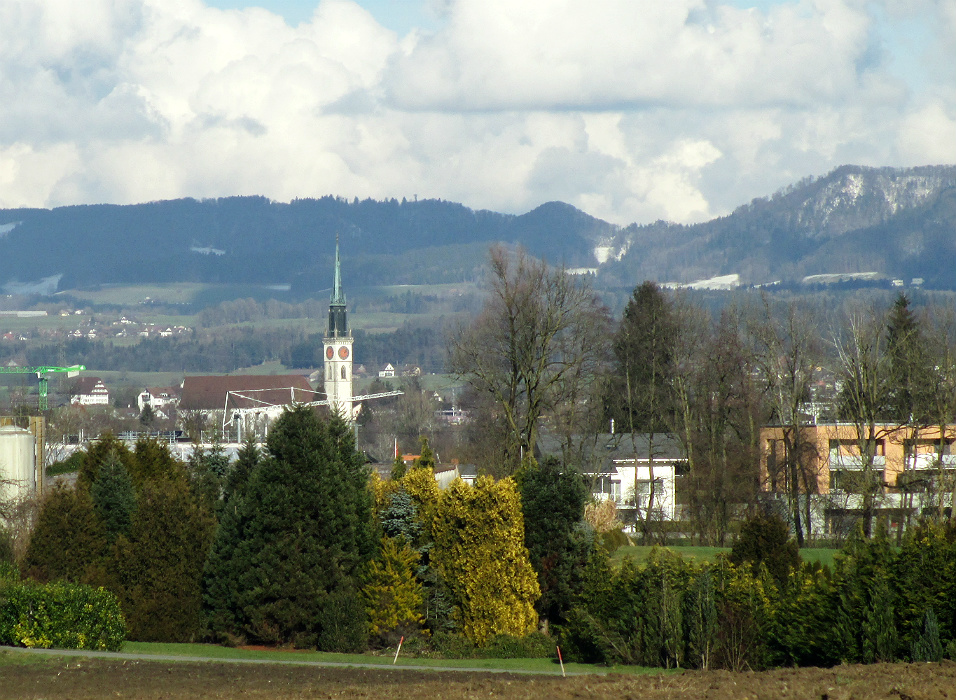
Blick auf Cham
Historisches Luftbild von Walter Mittelholzer von 1919

### Chams Siedlungsgeschichte reicht weit zurück
Auf dem Gemeindegebiet von Cham lässt sich eine Besiedlung durch Menschen belegen, die etwa 9000 Jahre zurückreicht.
Funde aus der Mittelsteinzeit in der Städtler Allmend und im Grindel beweisen, dass sich im Gebiet des heutigen Cham Menschen aufgehalten haben, bevor sie nördlich der Alpen sesshaft wurden.
Am nordwestlichen Zugerseeufer sind zahlreiche jungsteinzeitliche Siedlungen bezeugt, so die Plätze Bachgraben und St. Andreas (Pfyner und Horgener Kultur, Schnurkeramik). 1996 wurden im Seeufergebiet vor Cham-Eslen eine Siedlung der Egolzwiler oder frühen Cortaillodkultur und ein Einbaum entdeckt, die über 6000 Jahre alt sind.
Funde im Weiler Oberwil zeugen von mittel- und spätbronzezeitlichen Siedlungen, der Ortsname Cham (= Dorf), wie im Absatz Ortsname dargelegt, von einer bedeutenden keltischen Siedlung.
Westlich von Hagendorn wurde Mitte des 20. Jh. eine einzigartige, mit mehreren Wasserrädern ausgestattete römische Mühle aus dem 2. Jahrhundert n. Chr. freigelegt, in deren Nähe ein noch nicht lokalisierter Gutshof vermutet wird. Ein römischer Gutshof lag auch bei Heiligkreuz in Lindencham.

### Vom regionalen Zentrum zur zugerischen Vogtei
Die alemannische Besiedlung lässt sich durch die Schenkungsurkunde von 858, als König Ludwig der Deutsche den Königshof Cham dem Zürcher Fraumünster überschrieb, und durch Flurnamen mit den Endungen -iken/-ikon belegen, z. B. Enikon, Rumentikon, die auf eine alemannische Besiedlung im 7./8. Jahrhundert hinweisen.
Der Hof Cham war lange Zeit das unbestrittene Zentrum der Region, er muss weite Teile des späteren Kantons Zug sowie angrenzende Gebiete umfasst haben, wurde aber aufgeteilt, wie die Grundherrschaften der Klöster Muri 1064, Engelberg 1124, Einsiedeln 1217/1222, Kappel und Frauenthal im 13. Jahrhundert sowie der Spitäler von Zürich und Luzern im späten 14. Jahrhundert zeigen. Dem Zürcher Fraumünster verblieb neben Streubesitz das Patronat der Pfarrkirche, das jedoch 1244 dem Bischof von Konstanz abgetreten und von diesem 1271 an das Zürcher Grossmünster übergeben wurde. Der Pfarrbezirk umfasste in etwa das Gebiet der heutigen Gemeinden Cham und Hünenberg.
Seit dem 13. Jahrhundert sind weltliche Grundherren nachgewiesen. Die Adeligen von Hünenberg besassen 1283 als ein Zentrum ihrer Herrschaft die Grund- und Gerichtsherrschaft von St. Andreas. Mitte des 14. Jahrhunderts versuchten sie, ihre wirtschaftliche und politische Stellung durch die Gründung einer Konkurrenzstadt zu Zug zu stärken. 1360 erhielt der vorteilhaft am Weg zwischen Zürich und Luzern liegende und mit einem alten Fährrecht ausgestattete Hof das Marktrecht und das Recht zur Bürgeraufnahme. 1366 übernahmen die Habsburger, welche 1364 die Stadt Zug an die Eidgenossen verloren hatten, die Lehenshoheit und lösten 1370 die Hünenberger aus, welche in finanzielle Schwierigkeiten geraten waren.
Im Vorfeld des Sempacherkriegs eroberten die Zuger und Schwyzer 1385 das habsburgische Städtchen St. Andreas. Die Stadt Zug machte Cham in der Folge zu einem Untertanengebiet. Es dauerte aber bis in die zweite Hälfte des 15. Jahrhunderts, bis Zug die Rechte und den Besitz von Cham und St. Andreas vollständig sichern konnte.
Die Benutzung des Handelsweges, der unter Umgehung von Sust und Zoll der Stadt Zug über Cham führte, wurde 1491 durch ein eidgenössisches Schiedsgericht gesperrt. Fortan mussten Handelsreisende den Weg durch die Stadt Zug benutzen.
Wirtschaftlich dominierte in Cham neben der Fischerei der Getreidebau. Im wirtschaftlichen Bereich konnten sich die Vogtleute selbst verwalten, soweit sie nicht städtischen Interessen zuwiderhandelten. Die Stadt Zug wachte z. B. streng darüber, dass die Chamer Untertanen ihre Waren nur über den Zuger Markt verkauften. Die Chamer Untertanen mussten am sogenannten Schwörtag dem stadtzugerischen Vogt mit erhobenen Schwurfingern unverbrüchliche Treue gegen die Stadtzuger Landesregierung und ihre Beamten zusichern.
Als Ende Januar 1798 französische Truppen in die alte Eidgenossenschaft einmarschierten, gab die Stadt ihre Herrschaftsrechte in Cham auf, sie behielt aber bis zu deren Loskauf 1807/1816 ihre Grundzinsen und Zehnten und bis 1872 das Patronatsrecht.

### Chams schnelle Entwicklung als eigenständige Gemeinde
Am 21. November 1798 tagte der Gemeinderat der «Provisorische[n] Municipalitet der Gemeinde Zu Chamm» zum ersten Mal. Damit wurde Cham zu einer gleichberechtigten Zuger Gemeinde.
Mit der Industrialisierung setzte eine schnelle, anhaltende Entwicklung ein. Entscheidend für die gewerbliche und industrielle Entwicklung von Cham war schon immer die Lorze gewesen. Bereits 1279 sind am Fluss Mühlen nachgewiesen. 1657 erstellten zwei Stadtzuger Bürger eine Papiermühle. In den 1840er-Jahren ging dort die erste Papiermaschine in Betrieb. Ab 1881 produzierte die Chamer Fabrik, inzwischen im Besitz der aus Zürich stammenden Familie Vogel, als erste in der Schweiz Zellstoffpapier. Im 20. Jahrhundert wurde die Papierfabrik Cham AG zum grössten Betrieb in Cham. 2015 wurde der Betrieb eingestellt.
Im Mai 1864 wurde die Bahnlinie Zürich-Luzern eröffnet, ein Meilenstein für Chams weitere Entwicklung. 1866 gründete die amerikanische Familie Page in Cham die Anglo-Swiss Condensed Milk Company, die zuerst Kondensmilch, später auch andere Milchprodukte herstellte. Das global tätige Unternehmen wuchs rasch und war im 19. Jh. der grösste Betrieb der Gemeinde. Nach dem Ersten Weltkrieg geriet der inzwischen mit der Firma Nestlé in Vevey fusionierte Betrieb in die Krise und stellte nach einem schrittweisen Abbau 1932 die Produktion in Cham ein. Cham ist aber bis heute neben Vevey Firmensitz von Nestlé.
Zwischen 1850 und 1880 verdoppelte sich die Einwohnerzahl. 1905 zählten nur noch ein Drittel der Arbeitsplätze zum Primärsektor, mehr als die Hälfte zu Industrie und Gewerbe. Wegen Standortvorteilen wie niedrigen Steuern und wegen der guten Verkehrslage, Cham wurde 1979 an die Autobahn angeschlossen, wuchs in den letzten Jahrzehnten vor allem der Dienstleistungssektor, zu dem 2001 gut 80 % der Betriebe und 58 % der Arbeitsplätze zählten.
Mit der Wirtschaft wuchs die Bevölkerung. 1990 ist Cham statistisch zur dritten Stadt im Kanton Zug geworden. Damit verbunden ist eine starke bauliche Entwicklung des Dorfs Cham und der entlang der Lorze liegenden Siedlungen. Raumplanungsziel war die Bewahrung des Charakters einer industriell geprägten Siedlung, die Bildung eines Dorfzentrums und die Erhaltung der Parklandschaft am See. Für diese Bemühungen erhielt Cham 1991 den Wakkerpreis.
2004 folgte die Verleihung des European Energy Award Gold, also des Gold-Energielabels. Cham war damals die vierte Gemeinde der Schweiz, die eine solche Auszeichnung erhalten hat.

## Ortsname
Cham gehört zu den ältesten Siedlungsnamen im Kanton Zug. Er geht auf keltisch *kāmā <Dorf> zurück. Durch die hochdeutsche k-Verschiebung im 7./8. Jh. wurde aus *kāmā > Chama. Die einwandernden Alemannen müssen den Namen vor 750 n. Chr. in ihre Sprache übernommen haben.
Dass Cham ein keltischer, über 2000 Jahre alter Name ist, wird durch archäologische Funde gestützt. Das Zugerseeufer bei Cham ist seit über 6000 Jahren besiedelt, Funde aus römischer Zeit belegen, dass das Gebiet von Cham auch in römischer Zeit besiedelt war.
Der Name Cham ist 858 erstmals schriftlich bezeugt. Im ältesten Schriftstück aus dem heutigen Kanton Zug schenkte König Ludwig der Deutsche damals seinen nicht näher umschriebenen Hof Cham dem Zürcher Fraumünster.

## Politik

### Gemeinderat
Der Gemeinderat von Cham besteht aus fünf Mitgliedern. Er setzt sich seit den Wahlen im Oktober 2022 wie folgt zusammen:
- Georges Helfenstein (Die Mitte): Gemeindepräsident; Planung und Hochbau
- Drin Alaj (SP): Verkehr und Sicherheit
- Christine Blättler-Müller (Die Mitte): Soziales und Gesundheit; Vizepräsidentin
- Arno Grüter (FDP): Finanzen und Verwaltung
- Brigitte Wenzin-Widmer (SVP): Bildung

### Kantonsratswahlen
Nach den Kantonsratswahlen 2022 des Kantons Zug setzt sich die elfköpfige Delegation der Gemeinde Cham im Kantonsparlament wie folgt zusammen: Die Mitte (3 Sitze, Wähleranteil 26,60 %), SVP (2 Sitze, Wähleranteil 20,65 %), FDP (2 Sitze, Wähleranteil 16,61 %), SP (2 Sitze, Wähleranteil 13,96 %), Alternative Liste Grüne (ALG; auf Bundesebene Teil der GPS; 1 Sitz, Wähleranteil 13,35 %) und glp (1 Sitz, Wähleranteil 8,83 %).
Aufgrund der Bevölkerungsentwicklung steht Cham seit den Wahlen 2022 ein zusätzlicher Sitz im Kantonsparlament zu. Dieser ging an die SP.

### Nationalratswahlen
Bei den Schweizer Parlamentswahlen 2019 betrugen die Wähleranteile in Cham: SVP 25,9 %, CVP 23,6 %, GPS 20,4 %, FDP 12,9 %, SP 10,3 %, glp 6,1 %.

## Bevölkerung
Bei den Zählungen 1749, 1754 und 1768 waren die heutigen Gemeinden Cham und Hünenberg noch eine gemeinsame Vogtei. Die Zahlen sind deshalb erst ab 1798 aussagekräftig. Die Bevölkerungszahl der Gemeinde wuchs zwischen 1798 und 1850 stets, aber nur mit einem geringen jährlichen Wachstum (1798–1850: +53,8 %). Danach beschleunigte es sich deutlich bis 1888 (1850–1888: +137,7 %). Infolge der Wirtschaftskrise verringerte sich die Einwohnerzahl bis 1900 leicht. Zwischen 1900 und heute kam es zu einem enormen Bevölkerungsantieg (1900–2022: +483,2 %). Somit hat sich die Einwohnerzahl seit 1850 mehr als verdreizehnfacht (1850–2022: +1235,6 %). Dies ist typisch für den Kanton Zug, der wegen der tiefen Steuern und der Nähe zu Zürich in den Jahren seit 1945 ein enormes Bevölkerungswachstum erlebt.
Quellen: Volkszählungen in der Schweiz vor 1850; Bevölkerungsentwicklung der Gemeinden 1850–2000; 2010 ESPOP, 2020 STATPOP

### Sprachen
Die Alltagssprache ist Schweizerdeutsch, eine hochalemannische Mundart. Hinzu kommen Sprachen der Zugewanderten aus anderen Sprachgebieten der Schweiz und dem Ausland.

### Religionen – Konfessionen
In früheren Zeiten war die gesamte Bevölkerung Mitglied der römisch-katholischen Kirche. Von den 1'321 Einwohnern im Jahr 1850 waren 1'300 oder 98,41 % katholische und 21 oder 1,59 % reformierte Christen. Bei der letzten klassischen Volkszählung im Jahr 2000 waren von den 13'159 Bewohnern 8'145 oder 61,90 % katholische und 2'139 oder 16,26 % reformierte Christen. Daneben gab es 715 Muslime und 310 orthodoxe Christen. Bereits 948 Personen waren konfessionslos und 611 Menschen machten keine Angaben zu ihrer Konfession.
Die beiden Landeskirchen verlieren rasant Mitglieder. Im Jahr 2022 gehörten (laut Berechnungen des Bundesamts für Statistik) nur noch 42,7 % der Bevölkerung zur Katholischen Kirche und 12,0 % zur Evangelisch-Reformierten Landeskirche. Die Zahl der Konfessionslosen und Muslime ist seit der letzten klassischen Volkszählung 2000 stark gewachsen. Zusammen mit Christen ausserhalb der Landeskirchen, nichtchristlichen Glaubensgemeinschaften und Konfessionslosen stellen sie 45,2 % der Einwohnerschaft.

### Herkunft – Nationalität
Von den Ende 2022 17'643 Personen waren 12'883 Schweizer Staatsangehörige und 4'760 (26,98 %) Menschen anderer Staatsangehörigkeit. Die grössten Zuwanderergruppen kommen aus Deutschland (848 Menschen), Italien (406), dem Vereinigten Königreich (245), der Türkei (235), Spanien (196), Portugal (183), dem Kosovo (171), Serbien (150), Frankreich (127), Polen (126), Bosnien und Herzegowina (123), Eritrea sowie Österreich (je 111).

### Altersstruktur
Die Gemeinde zählt einen hohen Anteil an Leuten im mittleren Alter. Während der Anteil der Personen unter zwanzig Jahren 21,69 % der Ortsbevölkerung ausmacht, sind 16,55 % Senioren (65 Jahre und älter). Die grösste Altersgruppe stellen die Personen zwischen 30 und 44 Jahren. Beinahe gleich gross ist die Altersgruppe zwischen 45 und 59 Jahren. Grund dafür ist die Alterung der Generation der Babyboomer (Jahrgänge bis 1965). Auf 100 Leute im arbeitsfähigen Alter (20–64 Jahre; 10'896 Personen) entfallen 35 Junge (3'827 Personen) und 27 Menschen (2'920 Personen) im Pensionsalter.
Die aktuelle Altersverteilung zeigt folgende Tabelle:
| Alter                                                             | 0–6 Jahre | 7–15 Jahre | 16–19 Jahre | 20–29 Jahre | 30–44 Jahre | 45–59 Jahre | 60–79 Jahre | 80 Jahre und mehr | Einwohner |
| Anzahl                                                            | 1'400     | 1'754      | 673         | 1'720       | 4'008       | 4'002       | 3'276       | 810               | 17'643    |
| Anteil                                                            | 7,94 %    | 9,94 %     | 3,81 %      | 9,75 %      | 22,72 %     | 22,68 %     | 18,57 %     | 4,59 %            | 100 %     |
| Quelle: Bundesamt für Statistik, Bevölkerung nach Alter Ende 2022 |           |            |             |             |             |             |             |                   |           |

## Bildung
Die Gemeinde Cham verfügt über die sechs Schulstandorte Hagendorn/Niederwil (Kindergarten und Primarschule), Kirchbühl I/II (Kindergarten und Primarschule), Röhrliberg 1 (Sekundarschule), Röhrliberg 2 (Sekundarschule), Städtli 1 (Kindergarten und Primarschule) und Städtli 2 (Kindergarten und Primarschule).
Die Oberstufenschüler, die das Gymnasium der Kantonsschule Zug besuchen, müssen dafür in die Nachbargemeinde Zug.

### Lernende mit Schulort Cham
| Schuljahr (2022/2023)                | Kindergarten | Primarschule | Sekundarstufe I | Gesamthaft |
| ------------------------------------ | ------------ | ------------ | --------------- | ---------- |
| Abteilungen                          | 18           | 52           | 28              | 98         |
| Lernende                             | 310          | 983          | 439             | 1732       |
| Quelle: Fachstelle für Statistik Zug |              |              |                 |            |

## Wirtschaft
Ende des 19. Jahrhunderts etablierte sich in Cham mit der 1866 gegründeten Anglo-Swiss Condensed Milk Company die Milchindustrie, die in der «Milchsüüdi» Milch zu Kondensmilch verarbeitete. Andere grosse Unternehmen von Cham sind die Cham Paper Group Holding, Maggi, Swiss Automotive Group und Varo Energy.
Landwirtschaft und Handwerk waren lange die Hauptwirtschaftszweige in Baar. Im 19. Jahrhundert kamen Industriebetriebe hinzu. Nach dem Zweiten Weltkrieg wuchs der Sektor 3 (Dienstleistungsunternehmen) immer stärker. Die Mehrheit der Beschäftigten arbeitete 2021 in Dienstleistungsunternehmen (Sektor 3). Danach folgte der Bereich Industrie und Gewerbe (Sektor 2). Der bis ins 19. Jahrhundert dominierende Bereich Landwirtschaft/Forstwirtschaft/Fischerei (Sektor 1) hat nur noch untergeordnete Bedeutung. Die Zahlen für die drei Sektoren sehen wie folgt aus:
|                                          | 1. Sektor | 1. Sektor    | 1. Sektor         | 2. Sektor | 2. Sektor    | 2. Sektor         | 3. Sektor | 3. Sektor    | 3. Sektor         | Total    | Total        | Total             |
|                                          | Betriebe  | Beschäftigte | Vollzeit- stellen | Betriebe  | Beschäftigte | Vollzeit- stellen | Betriebe  | Beschäftigte | Vollzeit- stellen | Betriebe | Beschäftigte | Vollzeit- stellen |
| Anzahl                                   | 63        | 182          | 119               | 217       | 1876         | 1676              | 1787      | 10.234       | 7967              | 2067     | 12.292       | 9762              |
| Anteil                                   | 3,05 %    | 1,48 %       | 1,22 %            | 10,50 %   | 15,26 %      | 17,17 %           | 86,45 %   | 83,26 %      | 81,61 %           | 100 %    | 100 %        | 100 %             |
| Quelle: Bundesamt für Statistik, STATENT |           |              |                   |           |              |                   |           |              |                   |          |              |                   |

Die Anzahl der männlichen übersteigt die Anzahl der weiblichen Beschäftigten deutlich. Der Grund dafür ist die höhere Erwerbsquote unter den Männern. Eine klar überwiegende Mehrheit der Teilzeitarbeitsverhältnisse werden von Frauen besetzt.
|                                          | 1. Sektor    | 1. Sektor         | 2. Sektor    | 2. Sektor         | 3. Sektor    | 3. Sektor         | Total        | Total             |
|                                          | Beschäftigte | Vollzeit- stellen | Beschäftigte | Vollzeit- stellen | Beschäftigte | Vollzeit- stellen | Beschäftigte | Vollzeit- stellen |
| Frauen                                   | 55           | 28                | 431          | 309               | 4730         | 3144              | 5216         | 3481              |
| Männer                                   | 127          | 91                | 1445         | 1366              | 5504         | 4823              | 7076         | 6281              |
| Quelle: Bundesamt für Statistik, STATENT |              |                   |              |                   |              |                   |              |                   |

## Verkehr
Der Bahnhof von Cham und die Haltestelle Station Alpenblick liegen an der Eisenbahnstrecke von Zug nach Luzern.
Auf dem Gebiet von Cham liegen die Autobahnverzweigung Blegi und die Autobahnausfahrten Cham und Zug.
Am Ufer des Zugersees befindet sich eine Anlegestelle der Zugersee Schifffahrt.

## Sport
Der 1910 gegründete Fussballverein SC Cham spielte in der Saison 2007/08 in der Nationalliga B, der zweithöchsten Schweizer Spielklasse, stieg aber am Ende der Saison wieder ab.
Am 13. März 1884 wurde der Turnverein Cham 1884 gegründet. Die Gründung der Frauenriege (FR TV Cham) fand am 21. Juni 1943 statt.

## Kultur und Sehenswürdigkeiten

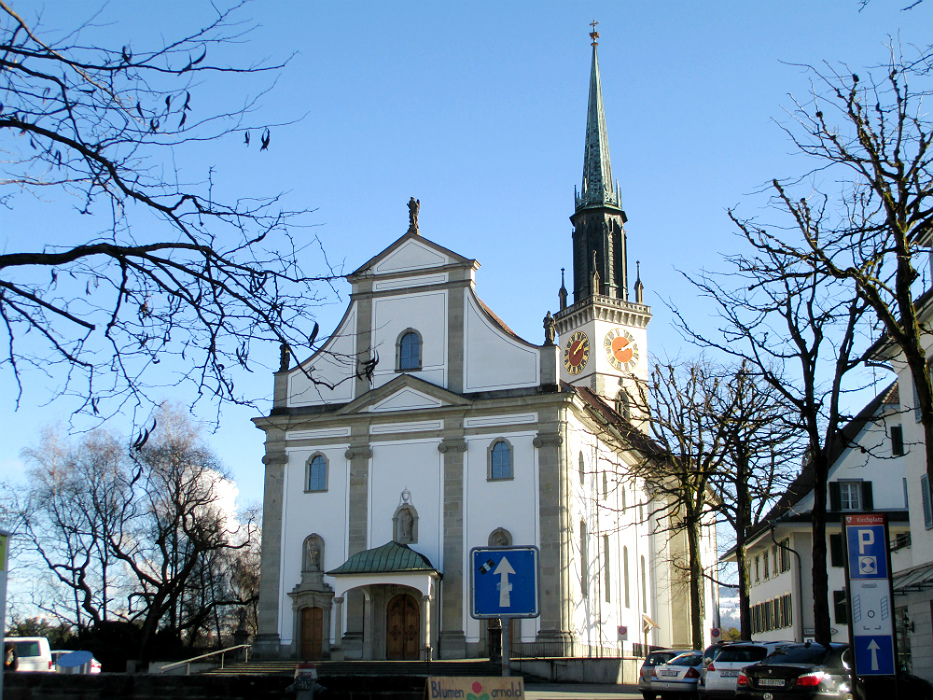
Pfarrkirche St. Jakob im Dorfzentrum

- 1231 gilt als Gründungsjahr des Klosters Frauenthal auf der Lorzeninsel nördlich von Hagendorn;[33] eine Stiftungsurkunde fehlt jedoch. Das Gründungsjahr wird 400 Jahre später erstmals im Frauenthaler Jahrzeitbuch von 1632 erwähnt.[34] Die Anfänge liegen wohl in einer Beginensamnung[35] in Hausen am Albis (ZH), die in enger Beziehung zum Zisterzienserkloster Kappel am Albis standen. Der Konvent auf der Lorzeninsel wurde 1245 durch den Abt von Frienisberg (BE)[36] in den Zisterzienserorden aufgenommen.

- Das Schloss St. Andreas wird 1282 erstmals erwähnt.[37] Auf der Halbinsel muss jedoch schon zwischen 1150 und 1220 ein erster Bau gestanden haben.[38]

- Die um 1488 anstelle eines Vorgängerbaus errichtete Kapelle St. Andreas enthält Reste spätgotischer Fresken.[39]

- Die Pfarrkirche St. Jakob mit Hochaltar (1785) des Altarbauers Carlo Andrea Galetti aus San Fedele Intelvi.[40][41]

- Villette Park: Er wurde 1865 im Englischen Stil von Theodor Froebel aus Zürich angelegt. Mit seinen 46'000 Quadratmetern ist der ruhig gelegene Villette Park das beliebteste Naherholungsgebiet der Bevölkerung. Das romantische «Inseli» wurde beim Bau der Eisenbahn mit dem Aushubmaterial des teilweise abgetragenen Kirchhügels aufgeschüttet. Alle drei Jahre findet Ende August das «Villettefest» in diesem Gelände am See statt. Für die 1866 erbaute Villa des bekannten Zürcher Villen-Architekten Leonhard Zeugheer konnte 1985 zusammen mit dem Kanton Zug eine Nutzung für die Bevölkerung gefunden werden: Die Villa dient als Kultur- und Begegnungszentrum mit Restaurations-, Bankett-, Konzert- und Ausstellungsräumen.

- Die reformierte Kirche Cham wurde 1915 gebaut.

- In Hagendorn befindet sich das Ziegeleimuseum Cham.[42]

- Seit 2013 ist in der Papieri (ugs.) die Kunstwerkstatt an der Lorze, auch Kubeïs[43]. Es ist ein Ort für Menschen mit psychischer/physischer/geistiger Behinderung und ermöglicht einen sicheren Ort für freies kreatives Schaffen, eine künstlerische Bezugsperson und eine Tagesstruktur. Jedes Jahr organisiert die Kunstwerkstatt eine öffentliche, freiwillige Jahresausstellung für die Werke der Teilnehmenden.

## Städtepartnerschaft
Cham unterhält eine Städtepartnerschaft mit der gleichnamigen Stadt Cham in der Oberpfalz in Deutschland (dessen Pfarrkirche ebenfalls St. Jakob ist):
- Cham (Oberpfalz), Deutschland, seit 1981[45][46]

## Persönlichkeiten
- Johannes Mahler (um 1590–1634), wichtiger Autor des schweizerischen Barocktheaters, Priester, Lehrer, Organist.[47]
- Johann Kaspar Hildebrand (1719–1772), Theologe, Rektor der Universität Freiburg im Breisgau (D).[48]
- George Ham Page (1836–1899), US-amerikanischer Unternehmer, erster Generaldirektor der Chamer Anglo-Swiss Condensed Milk Company
- Charles Page-Coues (1838–1873), amerikanischer Journalist, Handelsvizekonsul, Verwaltungsrat der Chamer Anglo-Swiss Condensed Milk Company, Investor und Direktor[49]
- David Page-Stutz (1844–1903), Direktor der Chamer Anglo-Swiss Condensed Milk Company[50]
- Carl Vogel (1850–1911), Unternehmer, Papierfabrikant und Politiker
- Adelheid Page-Schwerzmann (1853–1925), Industriellengattin, Malerin, Mäzenin, Begründerin der Klinik Adelheid und des Kinderheims Heimeli in Unterägeri, erste Ehrenbürgerin von Cham
- Robert Naville-Vogel (1884–1970), Unternehmer, Maschineningenieur, Direktor der Papierfabrik Cham, Nationalrat.[51]
- George Page (1910–2001), schweizerisch-US-amerikanischer alpiner Skirennläufer und Industrieller
- Ruth Pache (1919–2013), Sängerin und Gesangspädagogin[52]
- Heinrich Baumgartner (1923–2013), Polizeirichter, Bürgerschreiber, Bürgerpräsident, Gemeindepräsident, Regierungsrat des Kantons Zug.[53]
- Richard Gerber (1924–1986), Anglist und Hochschullehrer
- Anton Scherer (1925–2021), Nationalrat und Regierungsrat (CVP)
- Othmar Frei (1933–2022), Dr. theol., Priester, massgebender Schweizer Religionspädagoge.[54]
- Angy Burri (1939–2013), Künstler, Kunsthandwerker, Filmemacher, Musiker und Stadtoriginal
- Peter Bräuninger (* 1948), Radierer, Zeichner und Bühnenbildner
- Hannah Villiger (1951–1997), Bildhauerin, Fotokünstlerin und Malerin
- Maria Josefa Lichtsteiner (* 1956), Künstlerin und Hochschullehrerin
- Claudio Puntin (* 1965), Musiker, Goldschmied
- David May (* 1974), DJ, Songwriter und Produzent
- Stefan Bellmont (* 1989), Dartspieler
- Konradin Franzini (* 1998), Politiker
- Ardon Jashari (* 2002), Fussballspieler
- Bradley Fink (* 2003), Fussballspieler
- Lia Kamber (* 2006), Fussballspielerin

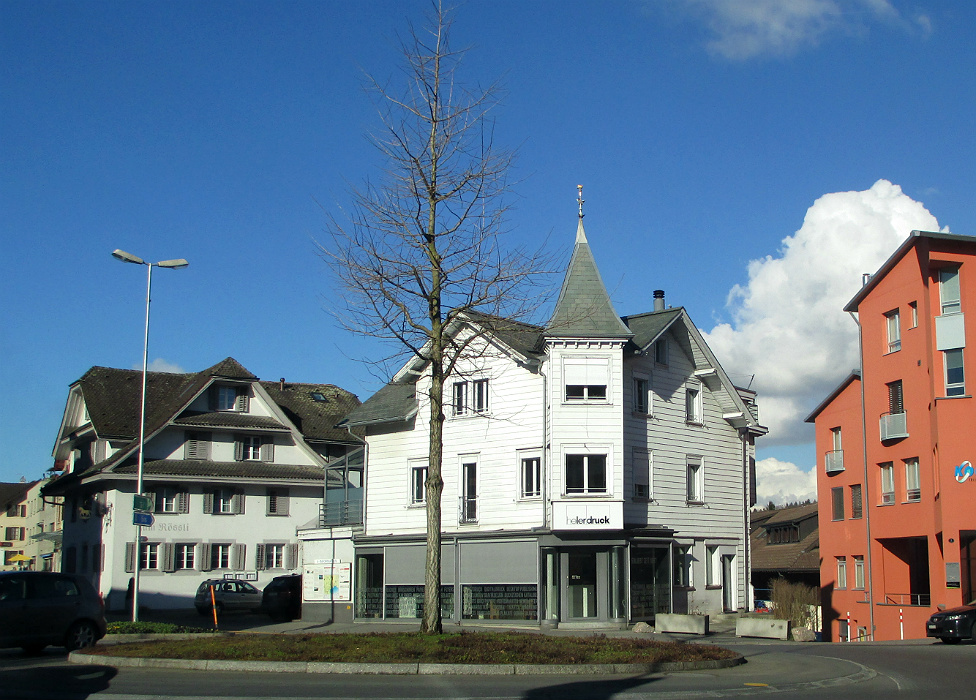
Im Dorfzentrum